# Mars Environmental Dynamics Analyzer

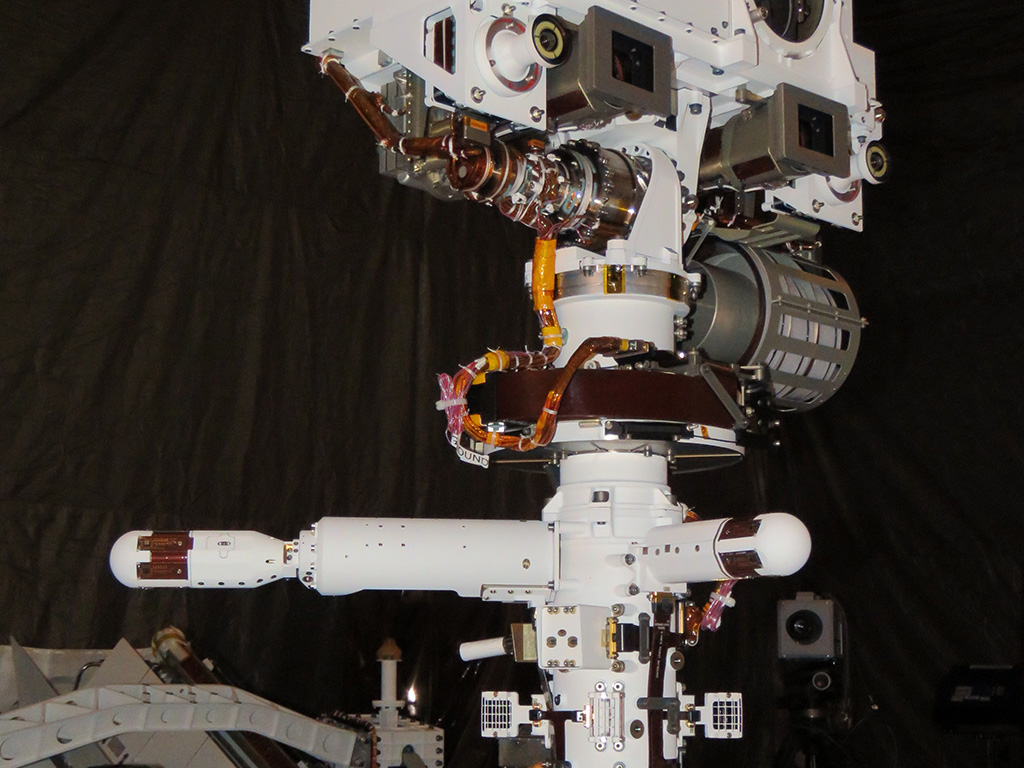
Zařízení MEDA na roveru

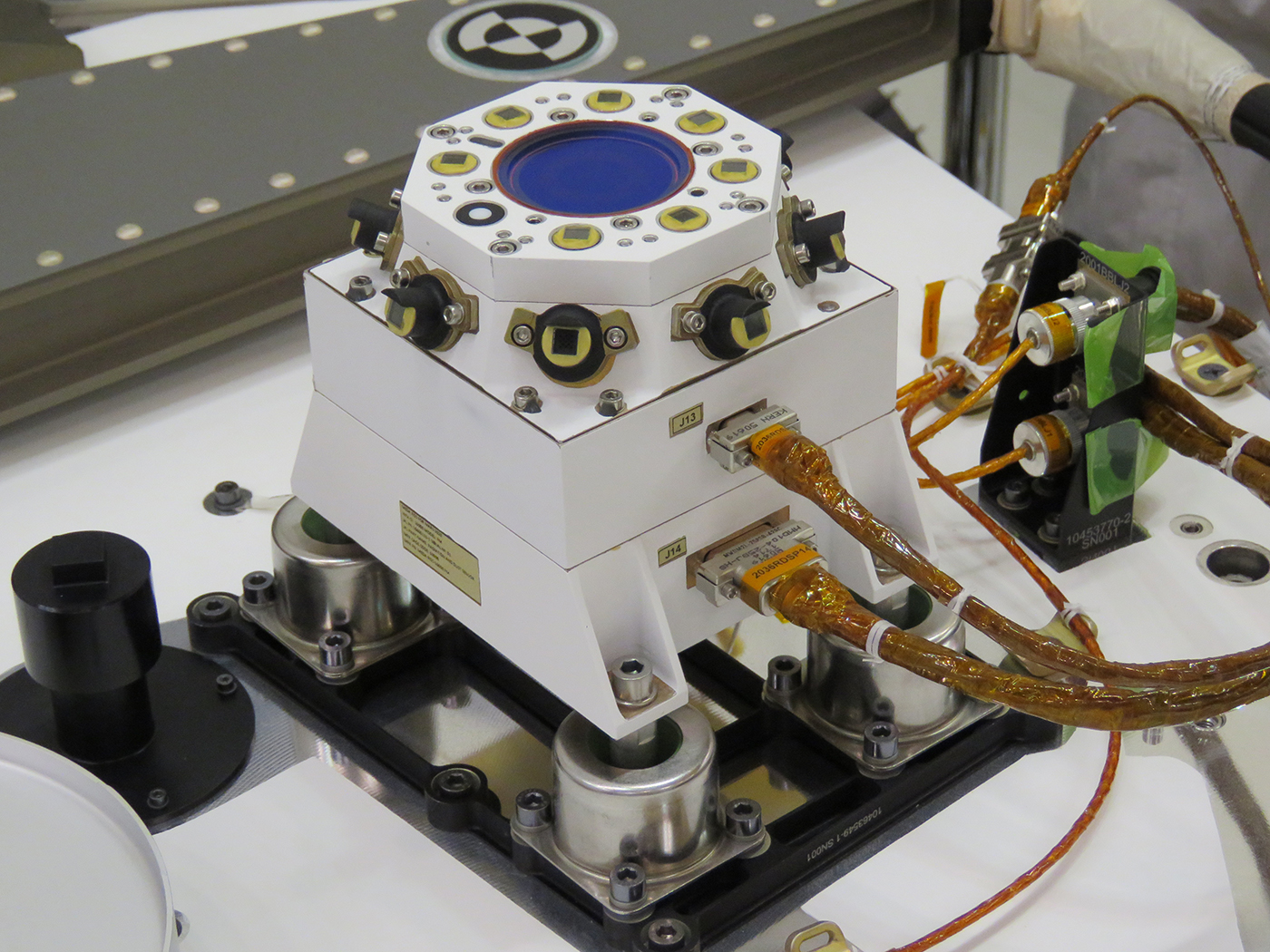
Senzory MEDA

Mars Environmental Dynamics Analyzer (zkráceně MEDA) je nástroj, který slouží k výzkumu a měření významných ukazatelů počasí na Marsu. Vznikl jako součást mise Mars 2020. Je umístěn na vozítku Perseverance. Měří ukazatele, jako je teplota, rychlost větru, tlak, vlhkost, záření, prašnost nebo velikost prachových částic. Měří také radiaci. Je umístěn na hlavním stožáru roveru, přičemž se v případně nutnosti vysune ven a zahájí měření.
Cílem měření je zjistit, jak je podnebí na Marsu vhodné pro pobyt člověka. Díky datům ze zařízení MEDA mohou vědci zpřesňovat předpovědi počasí na Marsu.

## Název
Název MEDA je zkratkou Mars Environmental Dynamics Analyzer. Slovo meda pochází ze španělštiny a znamená volně přeloženo Dej mi.

## Technologie
Zařízení MEDA má různé senzory:

### Senzory větru
- Zkratka: WS
- Počet: 2
- Přesnost 2 m/s v rozptylu 0-40 m/s

### Senzory teploty
- Zkratka: ATS
- Počet: 5
- Rozsah měření: 150-300 K

### Kamery a fotodetektory
- Počet kamer: 1
- Počet fotodetektorů: 16

### Infračervené senzory
- Zkratka: RDS
- Počet: 1

### Snímače relativní vlhkosti
- Zkratka: HS
- Počet: 1
- Přesnost: 10 %

### Snímač tlaku
- Zkratka: PS
- Počet: 1
- Přesnost: na konci životnosti: 20 Pa
- Rozsah měření: 1 - 1150 Pa

MEDA studuje například takzvané rarášky, což jsou malé prachové víry, které se na Marsu často vyskytují. MEDA také měří, jak velká je radiace na Marsu, což souvisí s podmínkami pro případný život na Marsu.
Díky MEDA lze také měřit, jak počasí ovlivňuje rover Perseverance.

## Výsledky měření
8. dubna 2021 NASA zveřejnila první výsledky měření MEDA. Ve dnech 3. a 4. dubna byla nejvyšší teplota 22 °C, nejnižší pak −82 °C. Maximální rychlost větru pak byla 35 km/h.
| Datum          | Maximální teplota | Minimální teplota | Atmosférický tlak |
| -------------- | ----------------- | ----------------- | ----------------- |
| 1. května 2021 | −22 °C            | −80 °C            | 753,1 Pa          |
| 2. května 2021 | −25 °C            | −79 °C            | 752,2 Pa          |
| 3. května 2021 | −25 °C            | −79 °C            | 753,5 Pa          |
| 4. května 2021 | −24 °C            | −81 °C            | 753,5 Pa          |
| 5. května 2021 | −22 °C            | −81 °C            | 753 Pa            |
| 6. května 2021 | −22 °C            | −81 °C            | 752,4 Pa          |
| 7. května 2021 | −22 °C            | −80 °C            | 752,8 Pa          |

## Technické specifikace
- Hmotnost: 5,5 kg
- Napájení: 17 Wattů
- Rozměry:

1. Senzory teploty vzduchu: každý senzor 5,25 x 2,75 x 6,75 centimetru
2. Radiační a prachový senzor: 13,2 x 11,5 x 12,5 centimetrů
3. Senzor relativní vlhkosti: 5,5 x 2,5 x 7,25 centimetrů
4. Tepelný infračervený senzor: 6,25 x 5,75 x 5,75 centimetrů
5. Senzory větru: 1. - 5 x 40 centimetrů; 2. - 12,7 x 17,7 centimetrů
6. Řídicí jednotka přístroje a tlakový senzor: 14 x 14 x 13 centimetrů

- Vrácení dat: 11 MB

## Vývoj
Vývoj zařízení probíhal ve Španělsku.